# Gloeodontia columbiensis
Gloeodontia columbiensis är en svampart som beskrevs av Burt ex Burds. & Lombard 1976. Gloeodontia columbiensis ingår i släktet Gloeodontia och familjen Stereaceae.   Inga underarter finns listade i Catalogue of Life.